# Elina Stary
Elina Stary (19 dicembre 2006) è una sciatrice alpina austriaca ipovedente, vincitrice di una medaglia d'argento e una di bronzo ai Campionati mondiali di sci alpino paralimpico del 2021 a Lillehamer.

## Biografia
Per un albinismo oculare congenito, Stary ha circa il 2% di vista. Ha iniziato a sciare all'età di due anni e a gareggiare nello sci alpino intorno agli otto anni, nel club SKO ESV St. Veit. Allenata da Markus Gutenbrunner e Sascha Kavelar nella nazionale austriaca, ha come guida vedente Céline Arthofer.

## Carriera
Stary ha fatto il suo debutto ai Campionati mondiali di sci alpino paralimpico del 2021 svoltisi a Lillehammer, in Norvegia, dove ha vinto la medaglia d'argento nello slalom speciale e la medaglia di bronzo nello slalom gigante e negli eventi paralleli. Ha gareggiato alle Paralimpiadi invernali del 2022 a Pechino, in Cina, la più giovane concorrente dei giochi. Ai Mondiali di Espot 2023 si è classificata 5ª nello slalom gigante e non ha completato lo slalom speciale; in quella stessa stagione 2022-2023 in Coppa del Mondo si è piazzata 3ª nella classifica generale e 2ª in quelle di slalom gigante e slalom speciale. Ai Mondiali di Maribor 2025 ha vinto la medaglia di bronzo nello slalom gigante.

## Palmarès

### Mondali
- 2 medaglie:
  - 1 argento (slalom speciale a Lillehammer 2021)
  - 2 bronzi (slalom gigante a Lillehammer 2021; slalom gigante a Maribor 2025)